# Loualidia
Loualidia (in arabo الوليدية‎?; in berbero: ⵡⴰⵍⵉⴷⵉⵢⴰ; già Oualidia) è un centro abitato e comune rurale del Marocco situato nella provincia di Sidi Bennour, nella regione di Casablanca-Settat, sulla costa dell'oceano Atlantico, fra El Jadida e Safi, a 158 km da Casablanca e a 212 km da Marrakech. Costituisce il centro urbano della comunità rurale omonima e conta una popolazione di 18 616 abitanti (censimento 2014).

## Storia
Al-Walid ibn Zaydan, sultano della dinastia Sa'diana, diede il suo nome a questa città balneare, una delle meglio protette della costa atlantica del Marocco del nord. Nella zona alta della città sono ancora visibili alcune vestigia della kasbah edificata nel 1634 da questo sultano.
Prima della creazione della provincia di Sidi Bennour, nel 2009, Loualidia faceva parte della provincia di El Jadida.

## Società

### Evoluzione demografica
|         |
| Font1:, |

## Economia
Le principali risorse di Loualidia sono la coltivazione delle ostriche, la pesca e il turismo.